# Халиф
Халиф (арабски: خليفة) е титлата на:
- държавния глава на халифат, който е и
- мюсюлмански монарх, който твърди, че е наследник на ислямския пророк Мохамед, основател на арабската мюсюлманска държава през VII век.

В историята на исляма много мюсюлмански държави, предимно наследствени монархии, са се обявявали за халифати.